# 354 (číslo)
Tři sta padesát čtyři je přirozené číslo, které následuje po čísle tři sta padesát tři a předchází číslu tři sta padesát pět. Římskými číslicemi se zapisuje CCCLIV a řeckými číslicemi τνδ.

## Matematika
354 je:
- Abundantní číslo
- Nešťastné číslo

## Astronomie
- (354) Eleonora je planetka hlavního pásu, kterou objevil v roce 1893 Auguste Charlois

## Doprava
- Silnice II/354 je česká silnice II. třídy vedoucí na trase II/602 – Radostín nad Oslavou – Ostrov nad Oslavou – Nové Město na Moravě – Svratka – Krouna – II/358 [1][2][3][4]

## Ostatní
- +354 je mezinárodní telefonní předvolba Islandu

## Roky
- 354
- 354 př. n. l.